# Eumeces kishinouyei
Eumeces kishinouyei é uma espécie de réptil escamado da família Scincidae.
Apenas pode ser encontrada no Japão.